# 宮崎由加
宮崎 由加（みやざき ゆか、1994年4月2日 - ）は、日本のタレント、歌手であり、ハロー!プロジェクトに所属する女性アイドルグループJuice=Juiceの元メンバーで、初代リーダーである。公式ニックネームはゆかにゃ。
石川県かほく市出身。血液型O型。身長160cm。ジェイピィールーム所属。

## 略歴

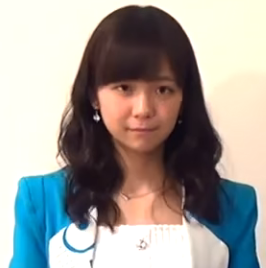
2015年

- 2011年6月 - 8月、『スマイレージ メンバー募集オーディション』、『モーニング娘。10期メンバー『元気印』オーディション』に応募するが、いずれも落選する。スマイレージのオーディションには最終審査まで残っていた[4]。
- 2012年3月、『第2回FOREST AWARD NEW FACE オーディション』で奨励賞/サマンサタバサ賞を受賞[7]。同オーディションでは、大塚愛の「プラネタリウム」をピアノの弾き語り形式で披露した[8]。受賞以降、隔週で東京にてレッスンを受け、5月にはデビューの話を聞いていた[8]。
- 2012年10月、テレビ番組『ハロー!SATOYAMAライフ』の企画に参加。『SATOYAMA movement』内の新ユニット「GREEN FIELDS」のメンバーとしてデビューした[9]。同月28日にはモーニング娘。のコンサートツアーにおいて、同グループの初披露が行われた[10]。これは宮崎にとって初ステージであった[11]。
- 2013年2月3日、ハロプロ研修生の5名と宮崎による新ユニットの結成が発表され[12][注 1]、同月25日には新ユニットの名前が『Juice=Juice』であることが発表された[4]。当時のJuice=Juice内で最年長だった[13]。
- 2013年6月13日、Juice=Juiceのリーダーに就任[13]。
- 2018年12月21日、2019年の春ツアーをもってJuice=Juice及びハロー！プロジェクトを卒業することを発表[14]。卒業後も芸能活動は継続する。
- 2019年6月17日、日本武道館で行われた『ハロプロ プレミアム Juice=Juice CONCERT TOUR 2019 〜JuiceFull!!!!!!!〜 FINAL 宮崎由加卒業スペシャル』公演をもってJuice=Juiceおよびハロー!プロジェクトを卒業した[15]。
- 2019年7月10日、M-line clubへの加入が発表された[16]。
- 2020年1月3日、宮崎の地元である石川県で冠ラジオ番組となるエフエム石川『宮崎由加のPinky Friday』がスタート[17]。
- 2020年4月1日、アパレルブランド「ADIRA」のプロデューサーに就任したことを発表[18]、翌日には「いしかわ観光特使」と「かほく市ふるさと大使」に任命されたことを発表した[19]。
- 2020年10月4日（3日深夜）、パーソナリティを務めるTBSラジオ『Music Palette♪』の放送が開始[20]。
- 2022年12月1日よりアメーバブログに個人ブログを開設した[21]。
- 2023年8月4日、一般男性との結婚を報告した[22][23]。
- 2024年2月16日、脊髄梗塞と診断されたことを公表[24][25][26]。3月に出演が予定されていたコンサート4公演の欠席を発表した[24]。2月24日、活動を再開[27]。
- 2025年6月2日、第1子妊娠を報告[28][29]。出産は夏を予定しており、出産後は一定期間活動を控えることを発表。

## 人物
- 兄と妹の3人兄弟[30]。
- 好きなものはハロー!プロジェクトやラジオ、ファッション、梅干し、100%のジュース、和食、テレビ、YouTube[31]。
- 特技はピアノ、野球の場内アナウンスのものまね[3]。
- 好きな食べ物は、きのこ類、こんにゃく、アイス、石川県の柚子サイダーで、嫌いな食べ物はアップルパイ[要出典]。
- 好きな歴史上の人物は前田利家と芳春院（まつ）[32]。
- 公文式に通っていたことがある[32]。
- 自身のラジオ番組『Music Palette♪』でゲストの三山ひろしの勧めでけん玉道に挑戦した結果、2022年2月現在、けん玉道7級に合格した[33]。
- ペニンシュラ応援特使、いしかわ観光特使、かほく市ふるさと大使を務めている[21]。
- 計算高いアイドル的言動や仕草をよくすることから、メンバーやファンから「あざとい」や「あざかわいい」など言われることがある[34]。

## 作品

### シングル
- 松原健之 with 宮崎由加 & 伊勢鈴蘭(アンジュルム)「夢を抱いて走れ」（2022年6月29日、テイチクエンタテインメント）

### 配信楽曲
- 雑煮でケンカしてんじゃねーよ / 宮崎由加（Juice=Juice）、牧野真莉愛（モーニング娘。'17）、川村文乃（アンジュルム）（2017年12月22日、UP-FRONT WORKS）[35]

### 映像作品
- Greeting 〜宮崎由加〜（2014年4月19日、UP-FRONT WORKS）[36] - e-Hello!（イーハロ）シリーズ（e-LineUP!期間限定販売）[37]

## 出演

### テレビ
- ハロー!SATOYAMAライフ（2012年11月1日 - 2013年12月26日、テレビ東京 他） - Juice=Juice結成以前より出演
- となりのテレ金ちゃん（2019年1月 - 、テレビ金沢） - 準レギュラー
- ふるさとの未来（2020年4月2日〈1日深夜〉 - 2025年7月17日〈16日深夜〉、TBSテレビ） - 所属事務所の先輩にあたる加藤紀子と2人でMCを務める

### インターネットテレビ
- 宮崎由加的石川旅（2020年 - 、YouTube）[38]
- FC町田ゼルビアをつくろう〜ゼルつく〜 #82#83（2021年11月12日、AbemaTV） - ナレーション[39]

### ラジオ
- Hello! SATOYAMA&SATOUMI Club（2014年4月5日 - 2019年6月15日、ラジオ日本）
- ハロー!プロジェクトOGのMBSヤングタウン（2020年2月1日、MBSラジオ） - 飯窪春菜・工藤遥・中島早貴と共演[40]
- 宮崎由加とOCHA NORMA中山夏月姫のPinky Friday GOLD（2020年 - 、エフエム石川）[17]
- めぐみの日本全国旅し隊（2020年、TBSラジオ）※『Fine!!』内コーナー、月1回出演[41]
- Music Palette♪（2020年 - 、TBSラジオ）[20]
- 宮崎由加のボンボンボンソワ（2023年 - 、STVラジオ）- 第2土曜日担当

### コンサート
- モーニング娘。誕生15周年記念コンサートツアー2012秋 〜カラフルキャラクター〜（2012年10月28日、TOKYO DOME CITY HALL） - GREEN FIELDSとしてオープニングアクトに出演
- Hello! Project 誕生15周年記念ライブ 2013 冬 〜ブラボー!〜（2013年1月4日 - 2月3日、4都市12公演） - GREEN FIELDSとして出演
- Hello! Project 2020 Winter HELLO! PROJECT IS [　　　　　] ～side A～/～side B～（2020年1月4日・5日・2月2日・15日・16日・24日）[42] - MCアシスタントとして出演
- Hello! Project Year-End Party 2021 〜GOOD BYE & HELLO ! 〜（2021年12月30日・31日、中野サンプラザ）[43] - MC
- Hello! Project Year-End Party 2022 ～GOOD BYE & HELLO!～（2022年12月31日、中野サンプラザ）[44] - MC
- M-line Special 2023 ～Magical Wish～（2023年6月17日 - 12月24日、6都市11公演） - 6月17日埼玉公演・25日愛知公演・7月1日大阪公演はゲスト出演
- Hello! Project 25th ANNIVERSARY CONCERT「ALL FOR ONE & ONE FOR ALL!」ACT II（2023年9月10日、国立代々木競技場 第一体育館）[45]
- Hello! Project Year-End Party 2023 ～GOOD BYE & HELLO ! ～（2023年12月31日、J:COMホール八王子） - MC

### イベント
- 鈴木啓太 36thバースデーイベント 〜ケーキにポエムを添えて〜（2018年5月23日、スクエア荏原ひらつかホール）[46] - MC[47][48]
- 成城署 特殊詐欺根絶イベントin日本大学商学部（2019年11月4日、日本大学商学部 100周年記念アリーナ） - 一日警察署長[49]
- スカポンフェス!（2022年3月25日、EXシアター六本木） - MC
- かほく四季まつり「サマーフェスタinかほく」（2024年7月27日、かほく市役所）
- GTFグリーンチャレンジデー2024 in 新宿御苑（2024年11月2日・3日、新宿御苑）

### 舞台
- 演劇女子部『ミュージカル 恋するハローキティ』（2014年11月19日 - 24日、紀伊國屋サザンシアター） - 神様 / 榊先生 役
- 演劇女子部『タイムリピート〜永遠に君を想う〜』（2018年9月28日 - 10月8日、全労済ホール／スペース・ゼロ）[50] - アリサ 役
- お薬のクスリ（2019年11月20日 - 11月24日、中野ポケットスクエア・テアトルBONBON） - 鎌谷五月 役[51]
- STAGE VANGUARD「悪嬢転生」リニューアル公演（2023年5月27日・28日、COTTON CLUB） - ゲスト出演[52]

### ミュージック・ビデオ
- アンジュルム（26thシングル）「恋はアッチャアッチャ」 - 公式 アッチャアッチャ応援隊

### ブランド
- Án MILLE 2018 春夏広告キャラクター
- Án MILLE 2019 春夏広告キャラクター

## 書籍

### 写真集
- 宮崎由加(Juice=Juice)ミニ写真集『Greeting-Photobook-』（2016年4月2日、オデッセー出版）[53]
- 宮崎由加(Juice=Juice)ファースト写真集（2016年9月24日、オデッセー出版、撮影：根本好伸）[54]
- 宮崎由加(Juice=Juice)セカンド写真集『繋』（2019年5月22日、オデッセー出版、撮影：根本好伸）[55] ISBN 978-4-9086-4334-7

## 所属グループ・ユニット
- Juice=Juice（2013年 - 2019年）
- シャッフルユニット
  - ハロプロ・オールスターズ（2018年 - 2019年）
- 企画ユニット
  - GREEN FIELDS（2012年 - 2013年）